# Vintersportort

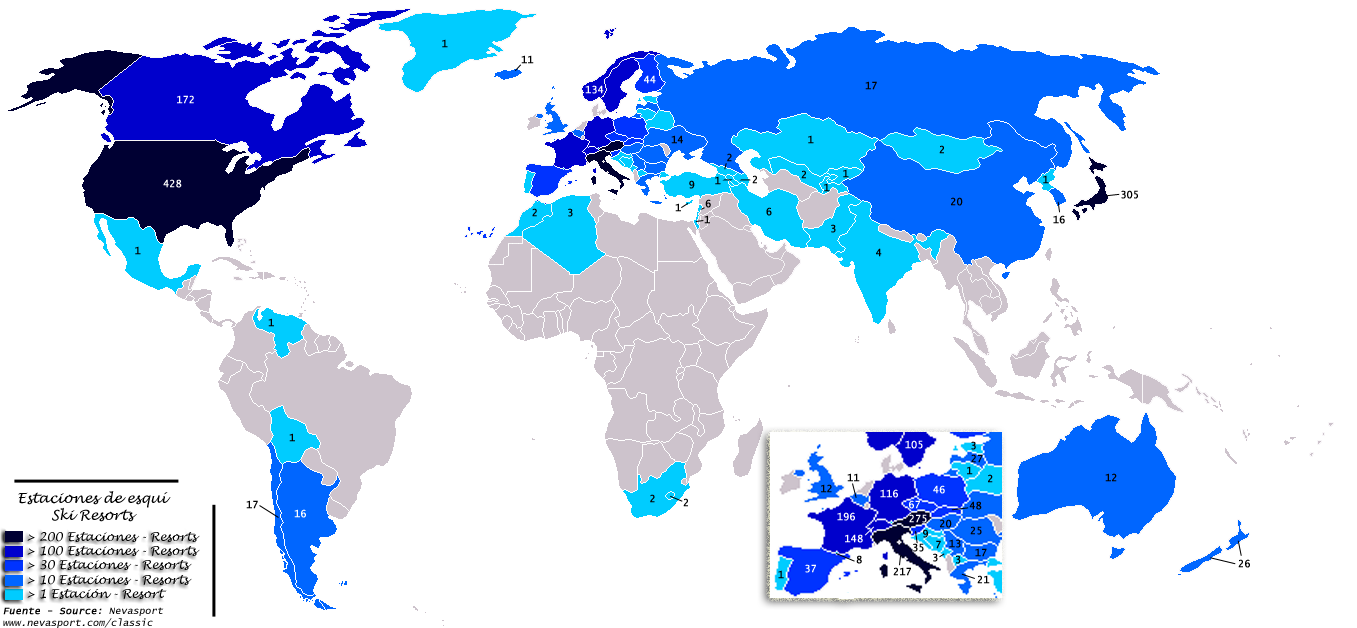
Världens vintersportorter.

En vintersportort, även kallad skidort eller skidstation, är en beteckning för en ort där möjligheterna till utövandet av vintersport är stora, både på tävlings- och motionsnivå. På en sådan ort brukar det finnas utbildade inom första hjälpen, samt en skidpatrull för att rädda och hjälpa skadade skidåkare. Vintersportorterna lever främst upp om vintern, men många kan om sommaren erbjuda andra aktiviteter, som bergsvandring och golfspel.

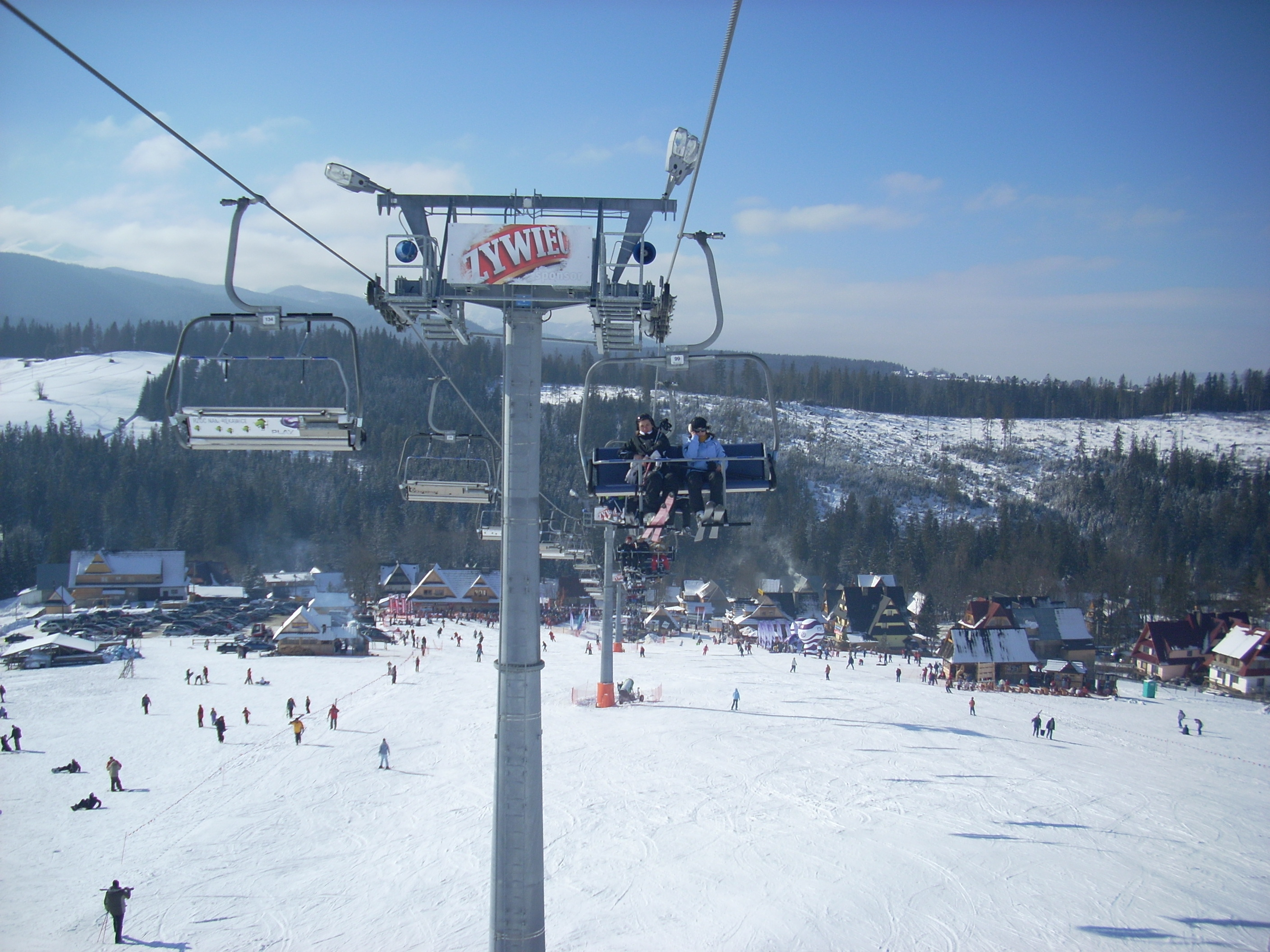
Skidliftar är vanliga i vintersportorter.

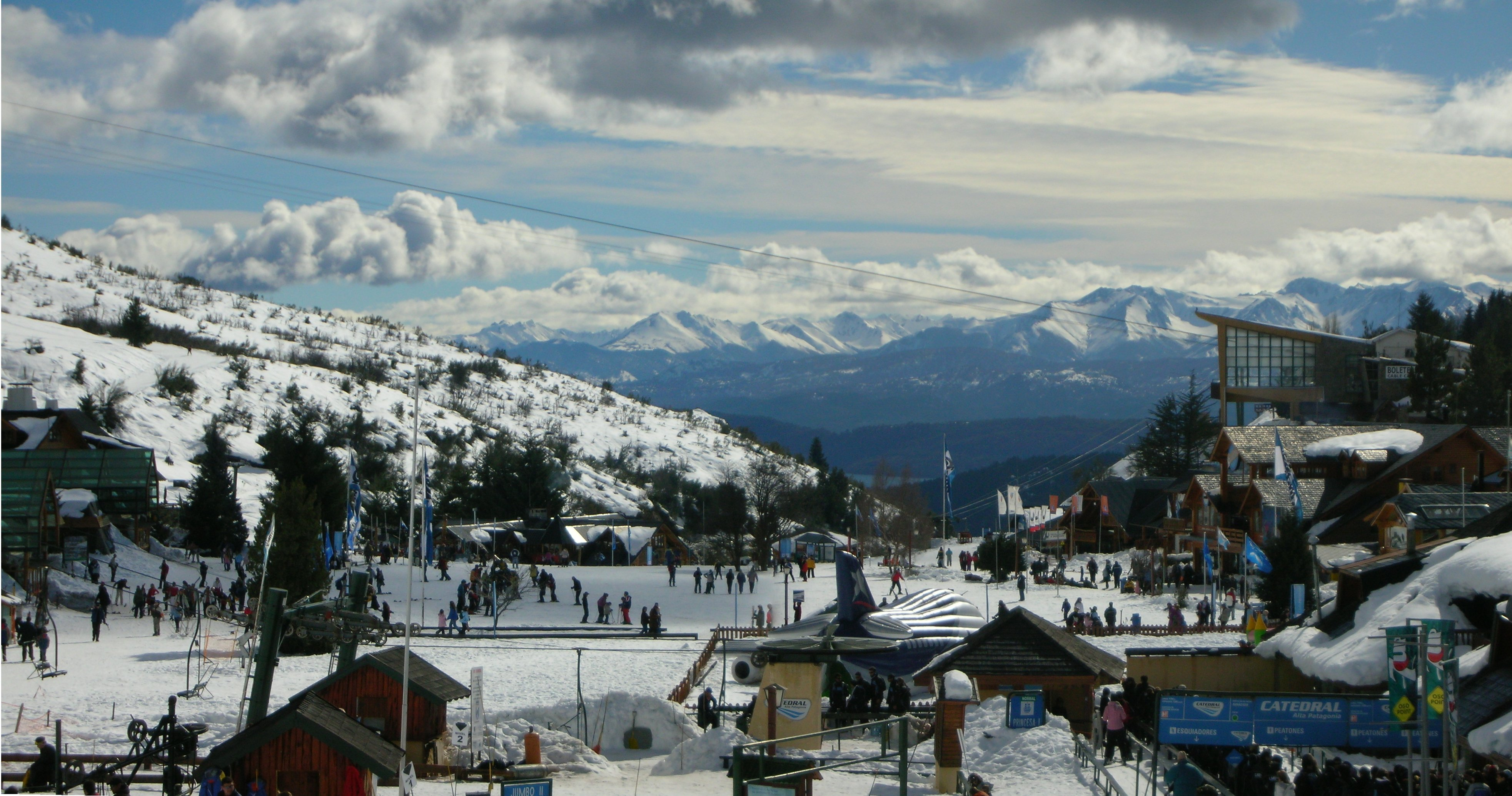
Vintersportorten San Carlos de Bariloche i Argentina.

Fastän skidåkning räknas som mindre farlig än många andra populära sporter (som cykling, fotboll, golf, simning och tyngdlyftning), uppfattas risken allmänt som hög, efter bland annat höga olyckstal så sent som under 1970-talet.